# 柏倉れん
柏倉 れん（かしくら れん）は、日本の女性声優。主にアダルトゲームに声をあてている。

## 人物・経歴
小学生の頃、俳優や劇団関係者が出演するラジオを聴いて、その方面の仕事をしたいと考える。その後“声優”の仕事を知り、表に出ない分幅広くどんな役でもできると思い、声優になりたいと決意する。小学生時代から「なりたい」とずっと言っていたため、両親も根負けして養成所に通わせてもらえるようになった。
当初は名義が出ない作品に出演していたが、ある作品で直前になって「やっぱり名義が出るから芸名を考えて」と言われ、電車の中で駅名や広告を見ながら現在の芸名を考えた。姓の「柏倉」は「かしくら」が正しい読みだが、間違って「かしわくら」と読まれてしまうことが多い。
初めて名義が出たのはMAIKAの作品で、ボイスサンプル用に録った声がなぜかオーディションに使われ、いつの間にか受かっていたという。演じた役がハードな役柄だったため、「私の乙女心が破壊されました」と語っている。
かなりの大食漢で、小学生時代は学校から帰ると3〜5合分のおにぎりをおやつに食べていた（その後夕食もしっかり食べていた）。現在の収録でも、喉が疲労した時のためにおにぎりを常備し、食べると2時間ほどで回復するという。

## 出演作品

### 2003年
- Maple Colors（山形 晶）[2]

### 2004年
- 夜勤病棟・参（九条 桜子）[3]
- らずべりー 〜Welcome to ”Cafe Moon Rabbits”！〜（佐伯 鈴菜）[4]

### 2005年
- 姦獄 〜淫辱の実験棟〜（宮川 悠希）[5]
- 御魂のゆき（秋元 はづき）[6]
- 学園処女狩り（伊能 美紀）[7]
- 超光戦隊ジャスティスブレイド2 〜世界制覇へのカウントダウン〜（天堂 静香）[8]
- still more（アイラ・ジョスター）[9]
- 聖淫の迷宮（タチアナ・ガレイ）[10]

### 2006年
- ペルソナドライバー 霊姫（氷室 沙羅）[11]

### 2008年
- 宇宙刑事ソルディバン（観園 エミリ）[12]
- 学園クラブトライアングル 〜制服と処女と甘い香り〜（白石 みさと）[13]

### 2009年
- 学園妖精テトラスター（NO DATA）[14]

### 2010年
- 人妻 雪乃と… 〜妻がオンナに変わるとき〜（九杖 由美）[15]
- 秘書 沙織（堀川 鈴音）[16]
- 超光戦隊ジャスティスブレイド3 〜アルタードアポカリプス〜（天堂 静香）[17]